# Lasocin (województwo lubuskie)
Lasocin (niem. Lessendorf) – wieś w Polsce położona w województwie lubuskim, w powiecie nowosolskim, w gminie Kożuchów, przy drodze wojewódzkiej nr 283.
W latach 1975–1998 miejscowość administracyjnie należała do województwa zielonogórskiego.

## Części wsi
| SIMC    | Nazwa   | Rodzaj     |
| ------- | ------- | ---------- |
| 0910280 | Bielice | przysiółek |

## Historia
Badania archeologiczne w okolicy Lasocina wskazują na istnienie osady z czasów młodszej epoki kamienia. Odkryto tu także cmentarzysko z okresu tzw. kultury łużyckiej (I w. p.n.e.) 
Wieś powstała na przełomie XII i XIII w. Pierwsze wzmianki pochodzą z 1220 roku. W końcu XIV w. należała do Zygfryda von Kottwitz. Od początku XV w. stanowiła własność rodziny Promnitz. Następnie przeszła w drugiej połowie XVII w. ręce hrabiów von Landskron. Ostatni z ich rodu, Jan Rudolf von Landskron, w latach 1679–1689 wzniósł tutejszy pałac. Kolejnymi właścicielami majątku byli von Globenowie. Potwierdza to dokument z 1713 roku, w którym zapisano, że hrabia von Globen z Lasocina kupił od Gottloba von Unruh część Borowa. Dokonali oni pierwszej przebudowy pałacu. Wówczas powstał zapewne barokowy portal mieszczący herb ówcześnie władających majątkiem. Następnym właścicielem w 1763 roku został Lewin August von Dingelstedt, który zmarł nie pozostawiwszy potomka, a posiadłość odziedziczył jego siostrzeniec pułkownik von Lehnsten-Dingelstedt. W połowie XIX w. wzniesiono neogotycką wieżyczkę z zegarem. Kolejnym właścicielem od 1870 był Franciszek Ebhardt. W roku 1910 właścicielem został Maksymilian von Prittwitz-Gaffron. Jego syn Jan Henning opuścił Lasocin w 1944 roku. Oni to dokonali kolejnej przebudowy pałacu m.in. likwidując wieżyczkę, zamiast której nad wejściem umieścili wstawkę z zegarem. 
Po II wojnie światowej w folwarku znajdował się PGR, a po jego likwidacji w końcu XX w. obiekt przeszedł w ręce prywatne i jest remontowany.

## Zabytki
Do wojewódzkiego rejestru zabytków wpisany jest:
- zespół pałacowy, XVIII wieku-XIX wieku, 1904:
  - park
- pałac z XVII w. – wybudowany przez Jana Rudolfa von Landskron jako barokowa siedziba szlachecka. Obecnie własność prywatna

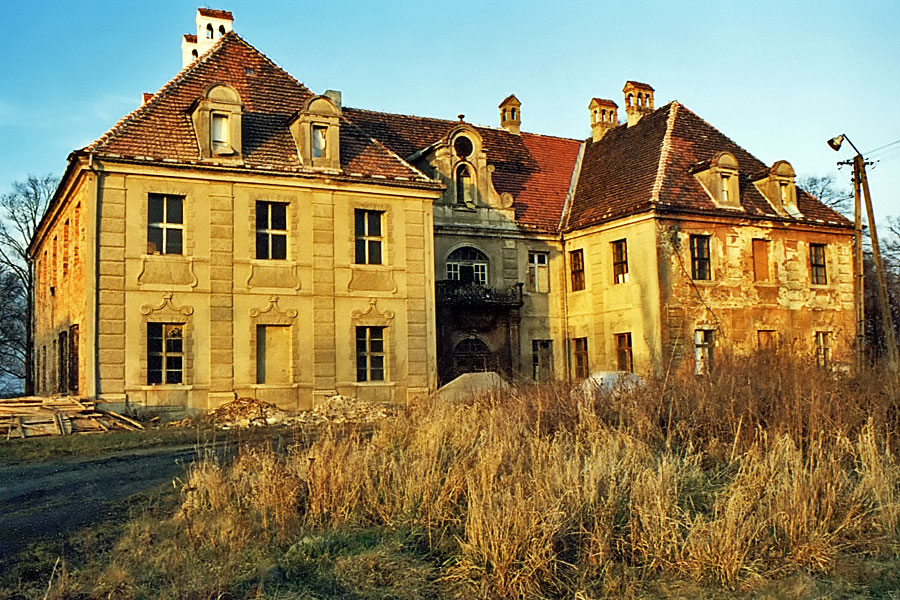
Pałac (2001)

## Demografia
Poniżej znajduje się tabela ukazująca ilość mieszkańców miejscowości na przestrzeni lat:
| Rok  | Ilość mieszkańców |
| ---- | ----------------- |
| 1998 | 260               |
| 2002 | 208               |
| 2009 | 194               |
| 2011 | 300               |
| 2021 | 260               |